# جمینای ۶-آ

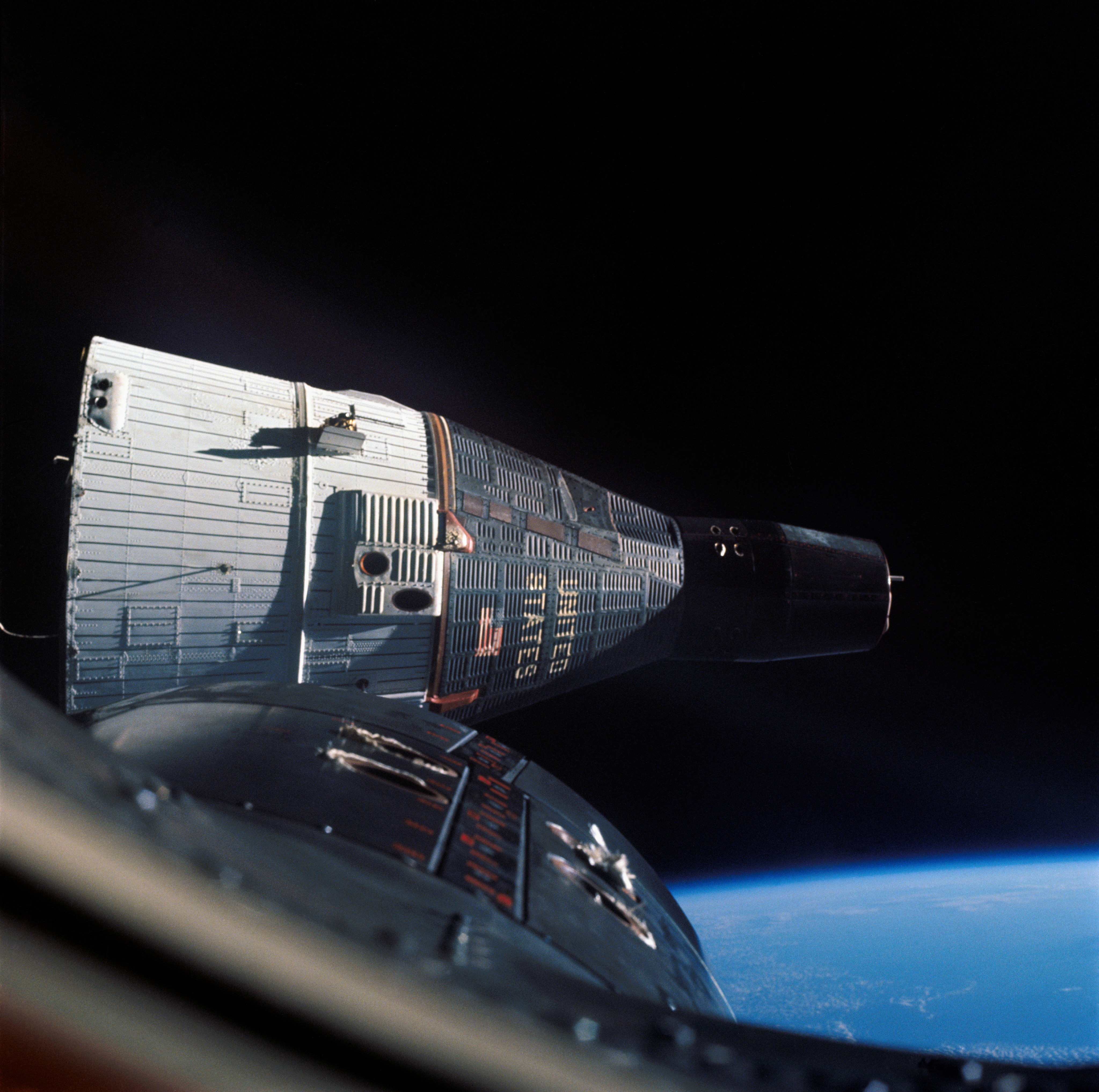
فضاپیمای جمینای ۶-آ در مدار

جمینای ۶-آ (به انگلیسی: Gemini 6A) یکی از پروژه‌های فضایی ناسا بود.
این مأموریت ناسا در سال ۱۹۶۵ بوقوع پیوست، و دو فضانورد داشت.
جمینای ۶-آ پنجمین پرواز جمینی با خدمه، سیزدهمین پرواز آمریکایی با خدمه و بیست و یکمین پرواز فضایی با خدمه تمام دوران (شامل دو پرواز X-۱۵ بیش از ۱۰۰ کیلومتر (۵۴ مایل دریایی)) بود.